# Moagölen (Öggestorps socken, Småland)
Moagölen är en sjö i Jönköpings kommun i Småland och ingår i Motala ströms huvudavrinningsområde. Sjön har en area på 0,13 kvadratkilometer och ligger 268 meter över havet.

## Delavrinningsområde
Moagölen ingår i det delavrinningsområde (639831-141723) som SMHI kallar för Mynnar i Stensjön. Medelhöjden är 274 meter över havet och ytan är 17,76 kvadratkilometer. Räknas de 3 delavrinningsområdena uppströms in blir den ackumulerade arean 75,14 kvadratkilometer. Stensjöån som avvattnar avrinningsområdet har biflödesordning 2, vilket innebär att vattnet flödar genom totalt 2 vattendrag innan det når havet efter 232 kilometer. Delavrinningsområdet består mestadels av skog (55 procent), öppen mark (13 procent), jordbruk (13 procent) och sankmarker (13 procent). Avrinningsområdet har 0,13 kvadratkilometer vattenytor vilket ger avrinningsområdet en sjöprocent på 0,7 procent. Bebyggelsen i området täcker en yta av 0,36 kvadratkilometer eller 2 procent av avrinningsområdet.